# لیتورال دل سن خوان
لیتورال دل سن خوان (انگلیسی: Litoral del San Juan) نام شهری در کشور کلمبیا است.